# Zwerg-Milchling
Der Zwerg-Milchling (Lactarius nanus) ist eine Pilzart aus der Familie der Täublingsverwandten. Es ist ein kleiner Milchling mit einem fast trockenen, ockergrauen bis violettbräunlichen Hut und einer weißen, unveränderlichen Milch, der in arktischen und alpinen Regionen bei Weiden (Salix spp.) wächst. Der Milchling ist kein Speisepilz.

## Merkmale

### Makroskopische Merkmale
Der Hut ist 1–3,5 (5) cm breit, jung flach gewölbt und hat einen eingerollten Rand. Später ist er flach ausgebreitet oder in der Mitte niedergedrückt und ist nicht selten spitz gebuckelt oder trägt in der Hutmitte eine Papille. Die glatte Oberfläche ist im trockenen Zustand matt und jung schwach gräulich bereift. Bei Feuchtigkeit wird die Huthaut glänzend und etwas schmierig. Der Hut ist rötlich- bis violettbraun gefärbt und wird zum Rand hin oft etwas blasser. Dieser ist glatt bis schwach gerieft.
Die breit angewachsenen bis leicht herablaufenden Lamellen sind jung cremefarben und später hellorangebraun. Sie sind nicht oder nur in Stielnähe spärlich gegabelt. Auf Druck hin werden sie braunfleckig. Das Sporenpulver ist weiß.
Der zylindrische und zur Basis hin teilweise etwas erweiterte Stiel ist 1–2,5 cm lang und 0,3–1 cm breit. Das Innere ist meist hohl. Die Oberfläche ist trocken und glatt und jung cremefarben und schwach bereift. Später ist der Stiel kahl und blass rosabräunlich bis isabellfarben.
Das cremefarbene bis bräunliche Fleisch ist fast geruchlos und schmeckt mild aber zugleich etwas adstringierend. Es ist ziemlich weich und brüchig. Die wässrig-weiße, spärliche Milch ist unveränderlich und schmeckt schärflich.

### Mikroskopische Merkmale
Die rundlichen bis elliptischen Sporen sind durchschnittlich 7,7–8,2 µm lang und 6,1–6,6 µm breit. Ihr Q-Wert (Quotient aus Sporenlänge und -breite) beträgt 1,1–1,3. Das Sporenornament wird bis zu 0,5 µm hoch und besteht aus einigen Warzen sowie Rippen, die mehrheitlich netzartig verbunden sind.
Die selten 2- und meist 4-sporigen Basidien sind keulig bis bauchig und messen 35–55 × 9–12,5 µm.
Pleuromakrozystiden kommen selten bis ziemlich zahlreich vor und messen 45–85 × 6–9 µm. Sie sind spindelig bis lanzettlich. Die Lamellenschneiden sind heterogen, das heißt, zwischen den Basidien sind zerstreut bis zahlreich Cheilomakrozystiden eingestreut. Diese sind flaschenförmig bis mehr oder weniger spindelig und an der Spitze oft perlkettenartig eingeschnürt und oben meist gerundet.
Die Huthaut (Pileipellis) ist eine 25–35 µm dicke Ixocutis, aus parallel liegenden und teilweise aufsteigenden, 3–6 µm breiten Hyphen mit vorstehenden Hyphenenden. Die oberste Schicht ist schwach gelatinisiert.

## Artabgrenzung
Die Vergesellschaftung mit Weiden an arktischen oder alpinen Standorten, die geringe Größe, der ockergrau bis violettbraun gefärbte Hut und die weiße, unveränderliche Milch sind nahezu sichere Bestimmungsmerkmale. An vergleichbaren Standorten findet man auch den ähnlichen Violettbraunen Milchling und den ähnlichen Falschen Violett-Milchling. Diese unterscheiden sich aber durch ihre sich langsam violett verfärbende Milch. Außerdem haben sie größere Sporen.
In der alpinen Zwergstrauchheide wachsen auch der Netzweiden-Milchling (Lactarius salicis-reticulatae) und der Weiden-Milchling (Lactarius salicis-herbaceae). Beide haben jedoch cremefarbene bis gelbliche Fruchtkörper. Zudem verfärbt sich die Milch des Netzweiden-Milchlings an der Luft langsam violett.
Auch der nahe verwandte Moor-Milchling (Lactarius hysginoides) ist recht ähnlich, hat aber deutlich größere Fruchtkörper, dichter stehende Lamellen und leicht schmälere Sporen. Außerdem unterscheidet er sich durch seine dickere Ixocutis und eine andere Ökologie.

## Ökologie und Verbreitung

Verbreitung des Zwerg-Milchlings in Europa.
Legende:
grün = Länder mit Fundmeldungen
weiß = Länder ohne Nachweise
hellgrau = keine Daten
dunkelgrau = außereuropäische Länder

Der seltene Milchling kommt in den nordisch bis arktischen und alpinen Regionen Europas vor. In Grönland gilt die Art als häufig, außerdem findet man sie in Norwegen und Schweden. In Deutschland wird die Art nur in den bayrischen Alpen gefunden, in der Schweiz ist der Milchling verbreitet, aber nicht häufig.
Die im Spätsommer (Juli bis August) erscheinenden Fruchtkörper des Milchlings wachsen einzeln oder in wenigen Exemplaren bei zwergwüchsigen Weiden, besonders bei Salix herbacea, seltener auch bei Salix retusa.

## Systematik
J. Favre fand den Milchling an mehreren Stellen in verschiedenen Nationalparks der Schweizer Alpen und lieferte 1955 die Erstbeschreibung dieser Art. 1958 beschrieb Z. Schaefer eine sehr ähnliche, aber etwas größere Art, die er auf 1900 m NN Höhe in der Hohen Tatra gefunden hatte und die er daher Lactarius tatrorum nannte. Auch Neuhoffs 1956 beschriebenes Taxon Lactarius circellatus var. alpicola, das von J. Blum 1976 als Lactarius alpicola zur Art erhoben wurde, wird von vielen Mykologen für artgleich gehalten. Laut Heilmann-Clausen ist auch das von F. H. Møller 1945 beschriebene und auf den Färöer gefundene Taxon Lactarius jecorinus var. monticola synonym.
Das Artepitheton nanus bedeutet ‚Zwerg‘ oder ‚zwergenhaft‘.

### Infragenerische Systematik
Maria Teresa Basso und Jacob Heilmann-Clausen stellen den Milchling in die Untersektion Trivialini, die ihrerseits in die Sektion Glutinosi eingeordnet wird. Die Vertreter haben braune, violettbraune oder rötlich braune Hüte, eine mehr oder weniger unveränderliche, weißliche Milch und eine klebrige bis schmierige Huthaut. Die Huthaut ist eine Ixocutis oder ein Ixotrichoderm.

## Bedeutung
Der Milchling gilt als ungenießbar.